# Centrodora inconspicua
Centrodora inconspicua är en stekelart som först beskrevs av Girault 1915.  Centrodora inconspicua ingår i släktet Centrodora och familjen växtlussteklar. Inga underarter finns listade.